# Hinteres Sonnwendjoch
Hinteres Sonnwendjoch – szczyt w paśmie Bayerische Voralpen, części Alp Wschodnich. Leży w Austrii w kraju związkowym Tyrol, tuż przy granicy z Niemcami.